# Tabanus hoogstraali
Tabanus hoogstraali är en tvåvingeart som beskrevs av Philip 1951. Tabanus hoogstraali ingår i släktet Tabanus och familjen bromsar. Inga underarter finns listade i Catalogue of Life.